# Ryan Ross
George Ryan Ross III (Las Vegas, 30 de agosto de 1986) é um cantor, guitarrista e compositor norte-americano. 

## Panic! At The Disco
Foi guitarrista, vocalista de apoio e o principal compositor da banda Panic! At The Disco. Ele compôs às músicas do primeiro álbum "A Fever You Can't Sweat Out" e grande parte de "Pretty Odd", e a música "Nearly Witches (Ever Since We Met...)"  do álbum "Vices & Virtues".
Ryan, juntamente com Spencer Smith formaram o Panic! At The Disco em 2004, junto mais tarde com Brent Wilson (que depois seria substituído por Jon Walker) e Brendon Urie.
Em 2009, Ryan junto com Jon Walker deixaram a Panic! At The Disco para se dedicar a uma nova banda, The Young Veins.

## The Young Veins

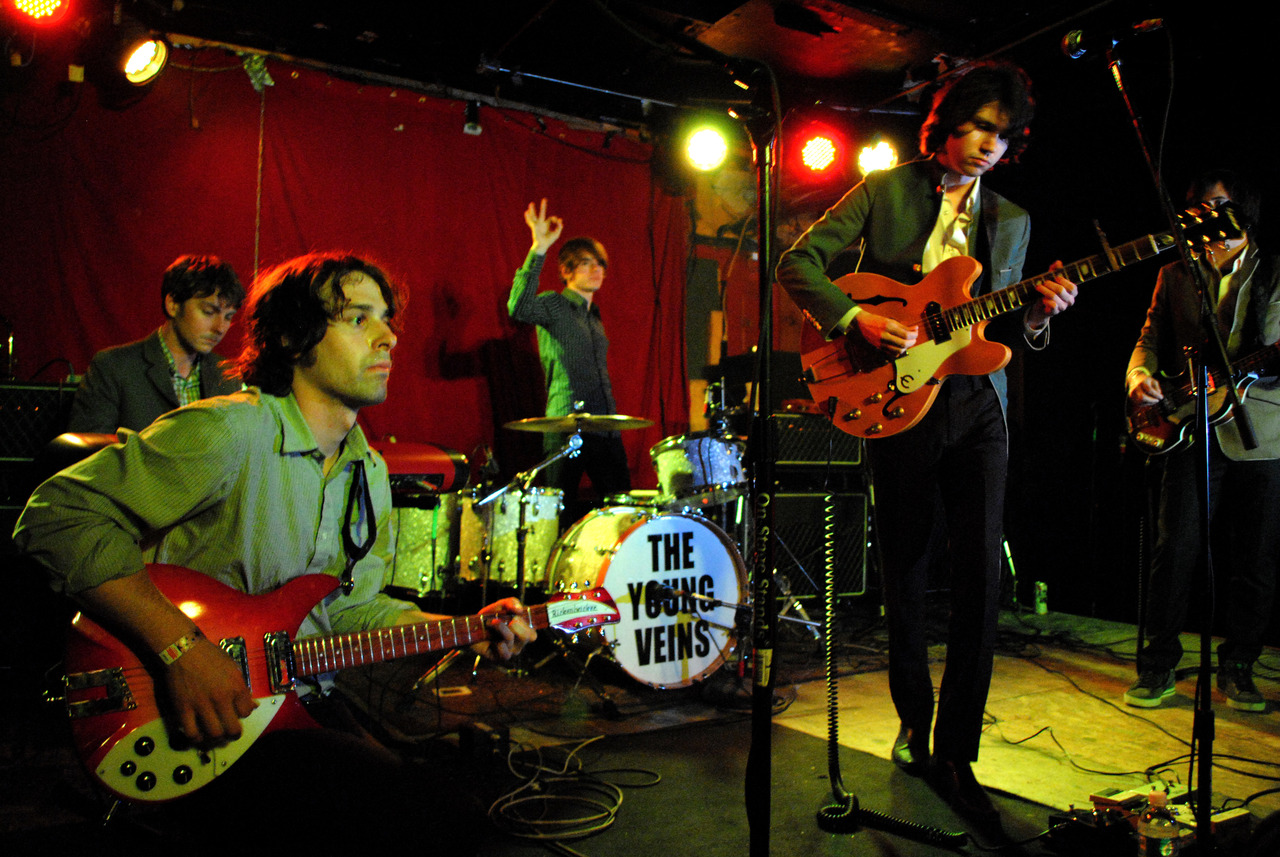
The Young Veins se preparando para um show no Jack Rabbits em Jacksonville, Flórida, em 27 de março de 2010.

Em 6 de Julho de 2009, Ryan Ross e Jon Walker deixaram a Panic! At The Disco, citando diferenças criativas como o motivo da saída. Logo depois, foi anunciado que o novo projeto deles seria uma banda de rock com tendências "retrô", chamada The Young Veins - a música "Change" estreou em uma página do MySpace e seu primeiro álbum, "Take a Vacation!", foi anunciado. No final de 2009, 3 membros adicionais se juntaram a banda: Nick Murray na bateria, Andy Soukal no baixo, e Nick White no teclado. Três músicas de Take a Vacation! foram lançadas como singles em Abril e Maio de 2010, e o álbum, por completo, em Junho de 2010.
Em 10 de dezembro de 2010, The Young Veins entrou em um período de hiato. 

## Infância
A mãe, Cynthia Ann Foresta se casou 1981 e um ano depois se divorciou. Em 1986 casou-se com George Hammond Ross Jr. pai de Ryan. Pouco tempo depois se divorciaram, e sua mãe casou-se novamente e em 1990 teve mais um filho, Jordan Foresta.
Conviveu com seu pai  que sofria de alcoolismo durante sua infância. Duas das músicas do Panic! At The Disco foram escritas sobre suas experiências pessoais com seu pai: "Camisado" e "Nails For Breakfast, Tacks for Snacks". O pai de Ryan faleceu no dia 28 de Julho de 2006.
Quando criança, morou no mesmo bairro que Spencer Smith de quem era amigo desde os cinco anos de idade. Com Spencer montou sua primeira banda de duas pessoas, Pet Salamander. Ross escreveu sua primeira canção aos 14 anos.
Ryan decidiu abandonar a universidade onde estudava escrita criativa, no final de seu primeiro ano para dedicar-se ao Panic! At The Disco.

## Projeto solo
Em 2013, Ross lançou um EP de dupla faixa sem título, bem como outras canções através de sua página oficial SoundCloud. Na descrição da página que não existe mais dizia: "Obrigado por esperar, estou de volta agora."

## Outros projetos
Ryan apareceu junto com os ex-companheiros de banda do Panic! At The Disco no videoclipe da música "Clothes Off !!" do Gym Class Heroes e também no videoclipe, "One of THOSE Nights" do The Cab, junto com os membros do Fall Out Boy, Patrick Stump e Pete Wentz.
Em 2011, Ross foi creditado como compositor no álbum Vices & Virtues para a faixa "Nearly Witches (Ever Since We Met...)", uma canção que foi originalmente criada enquanto ele ainda estava no Panic! At The Disco. Ele também gravou uma canção intitulada "Superbowl Hero" com Alex Greenwald e Michael Runion sob uma nova banda, RAM.
Ross também forneceu backing vocals na música "Stuck In Love" do EP "What Will Be", uma canção de solo de William Beckett , ex-vocalista da banda The Academy Is... no Outono de 2012.
Em 2012, Ryan Ross apareceu no single "Beach Bones" do More Amor.